# Cologne Commercial Flight
Die Cologne Commercial Flight, vollständiger Name Cologne Commercial Flight Reise- und Industrieflug GmbH, war eine deutsche Fluggesellschaft mit Sitz in Köln.

## Geschichte
Cologne Commercial Flight wurde am 15. Mai 1984 gegründet. 
Als Aufgaben hatte man sich „Luftfahrt, Lagerei sowie Erbringung von sonstigen Dienstleistungen für den Verkehr“ gestellt.
Am 28. August 2001 wurde der Name der Gesellschaft beim Amtsgericht Köln in „CCF Manager Airline“ GmbH geändert, wobei ein Anfangskapital des Unternehmens seit seiner Gründung mit 100.000,00 EUR eingetragen wurde. Die Geschäftstätigkeit wurde später, am 21. April 2010, nach Flughafen / Hangar 3, 51147, Köln verlegt. 
Als Geschäftszweck der CCF manager airline wurde das Anbieten von Flugzeugcharterdiensten gemeldet, welche sich auf Business- und Privatcharter spezialisiert haben und sich an Geschäfts- und Privatreisende richtet.
Die letzte bekannte Änderung im Handelsregister unter dem geänderten Namen fand am 3. Januar 2023 statt.

## Zwischenfälle
- Am 29. August 1987 wurde eine Cessna 404 Titan der Cologne Commercial Flight (D-ILEP) in nebligem Wetter gegen einen Turm auf dem 880 Meter hohen Großen Feldberg (Hessen) geflogen. Durch diesen CFIT (Controlled flight into terrain) wurde der Pilot, der einzige Insasse auf dem Flug, getötet.[3]

## Flotte
Anfang 1987 waren drei Flugzeuge auf Cologne Commercial Flight eingetragen:
- Piper PA-34 Seneca II
- Cessna 340
- Cessna 404 Titan

Im Frühjahr 2000 waren je ein Exemplar der folgenden Flugzeugtypen schon auf CCF manager airline eingetragen, obwohl die Gesellschaft laut Handelsregister noch den vorhergehenden Namen trug:
- Cessna 421C Golden Eagle II
- Cessna 441 Conquest II
- Cessna 550 Citation II.

Derselbe Stand war auch noch 2007 erhalten. 
Mitte 2013 war die letzte verfügbare gemeldete Flotte:
- Cessna 441 Conquest II
- Cessna 550 Citation II.